# Saasenheim
Saasenheim ist eine französische Gemeinde mit 583 Einwohnern (Stand 1. Januar 2021) im Département Bas-Rhin in der Region Grand Est (bis 2015 Elsass). Die Gemeinde in der Oberrheinebene gehört zum Arrondissement Sélestat-Erstein, zum Kanton Sélestat und zum Gemeindeverband Ried de Marckolsheim.
Nachbargemeinden von Saasenheim sind Sundhouse im Norden, Schœnau im Südosten und Richtolsheim im Südwesten.

## Bevölkerungsentwicklung
| Jahr      | 1962 | 1968 | 1975 | 1982 | 1990 | 1999 | 2007 | 2019 |
| Einwohner | 413  | 424  | 447  | 447  | 458  | 479  | 579  | 592  |

## Gemeindepartnerschaften
Saasenheim ist seit 1998 mit zwei Gemeinden im Département Dordogne durch Gemeindepartnerschaften verbunden: Cazoulès und Salignac-Eyvigues, in die ein Teil der Bewohner 1939 zu Beginn des Zweiten Weltkriegs evakuiert wurde.

## Sehenswürdigkeiten

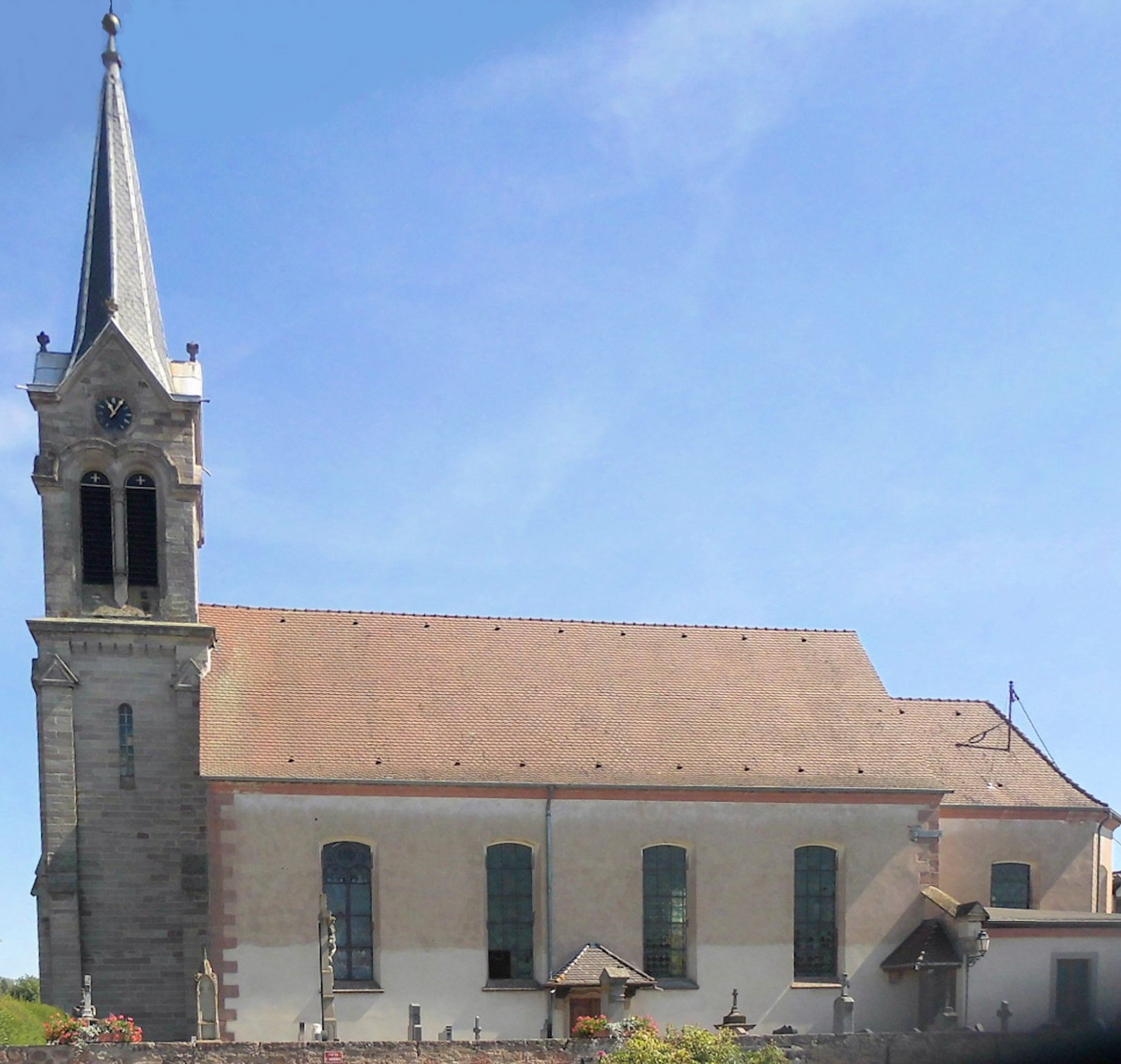
Kirche Saint-Jean-Baptiste
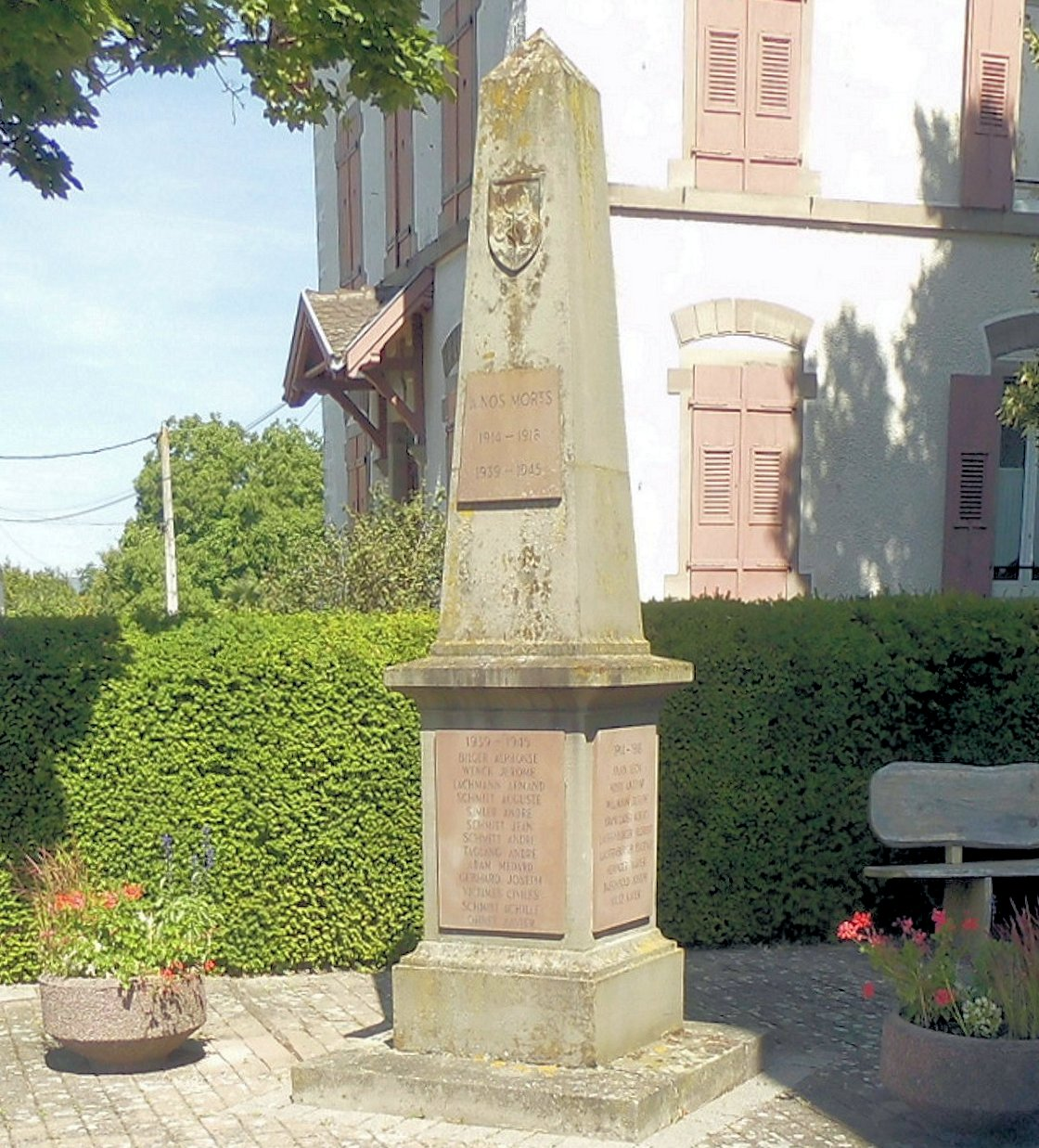
Gefallenendenkmal
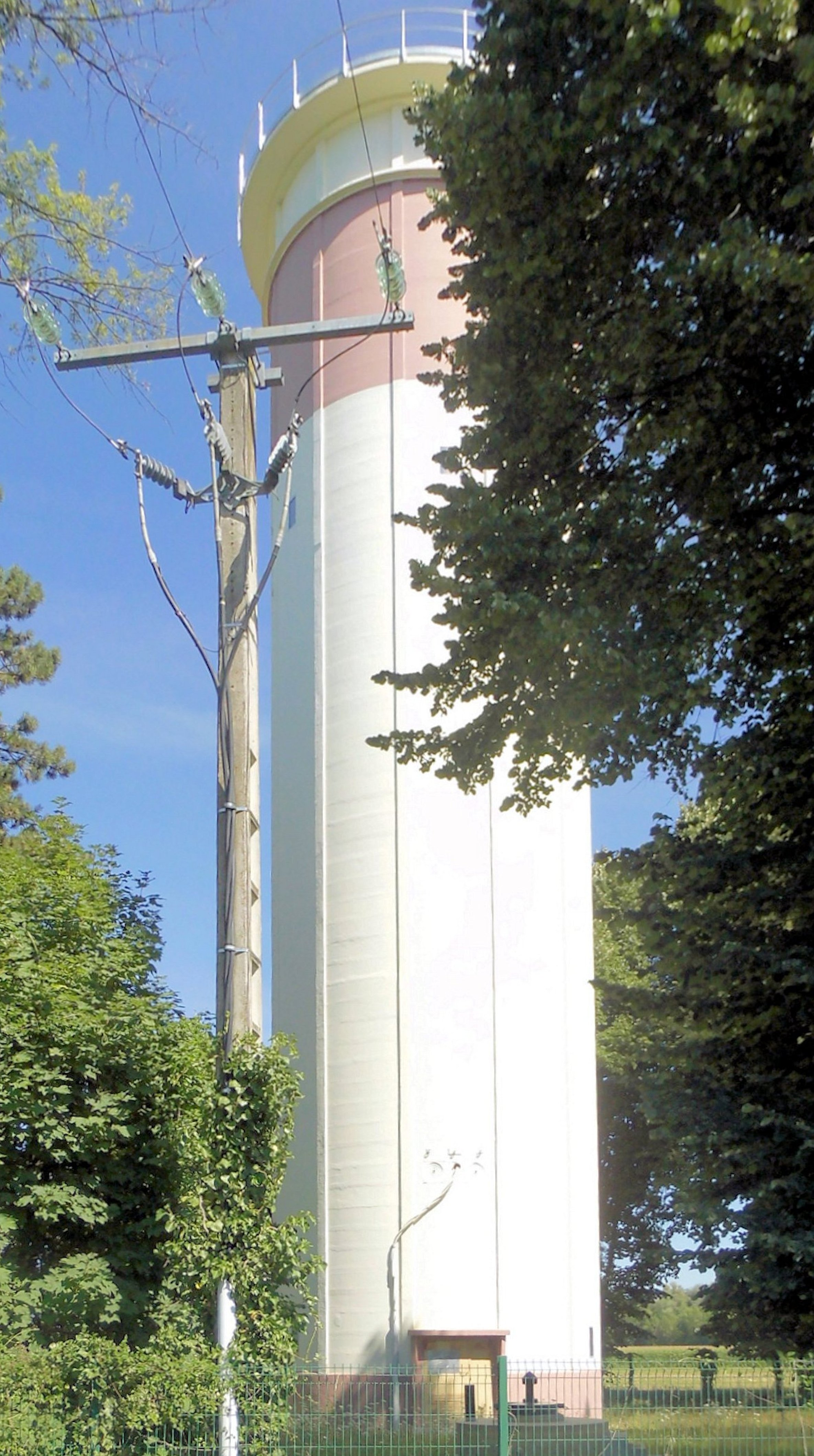
Wasserturm

- Kirche Saint-Jean-Baptiste
- Gefallenendenkmal
- Wasserturm